# Bold Venture (häst)
Bold Venture, född 4 mars 1933, död 22 mars 1958, var ett amerikanskfött engelskt fullblod, mest känd för att ha segrat i Kentucky Derby (1936) och Preakness Stakes (1936).

## Bakgrund
Bold Venture var en brun hingst efter St Germans och under Possible (efter Ultimus). Han föddes upp av Marshall Field III, och ägdes av Morton L. Schwartz, och senare King Ranch (som avelshingst). Han tränades under tävlingskarriären av Max Hirsch, och reds oftast av Ira Hanford.

## Karriär
Bold Venture tävlade mellan 1935 och 1936, och sprang in totalt in 68 300 dollar på 11 starter, varav 6 segrar och 2 andraplatser. Han tog karriärens största segrar i Kentucky Derby (1936) och Preakness Stakes (1936).
Då Bold Venture var obesegrad under sin treårssäsong, och då han segrat i två av tre Triple Crown-löp, skadade Bold Venture en sena och tvingades att avsluta tävlingskarriären.

### Som avelshingst
Ägaren Morton L. Schwartz sålde Bold Venture till Robert J. Kleberg Jr. som avelshingst. Även om Bold Venture inte hade omedelbar framgång som hingst i Kentucky, stod han sedan på Kleberg's King Ranch i Texas, och blev där far till bland annat Assault, som tog titeln Triple Crown 1946, samt Middleground, som segrade i 1950 års Kentucky Derby och Belmont Stakes.
Bold Venture dog 1958 vid tjugofem års ålder.